# مکانی برای عشاق
مکانی برای عشاق (فرانسوی: Le Temps des amants‎) یک فیلم درام رمانتیک به کارگردانی ویتوریو دسیکا است که در سال ۱۹۶۸ منتشر شد. از بازیگران آن می‌توان به فی داناوی و مارچلو ماسترویانی اشاره کرد.

## بازیگران
- فی داناوی
- مارچلو ماسترویانی
- ازمرالدا روسپولی
- کارولین مورتیمر
- ایوون گیلبرت
- میرلا پامفیلی
- دیوید آرچل
- مارتا باکمن
- کارین انگ
- انریکو سیمونتی

## بازخوردها
بیشتر نقدهایی که درباره این فیلم نوشته شد، منفی بودند. راجر ایبرت از روزنامه شیکاگو سان-تایمز نوشت "افتضاح‌ترین فیلم شبه‌رمانتیکی که تابحال دیده‌ام!" و چارلز چمپلین از روزنامه لس‌آنجلس تایمز اظهار داشت "بدترین فیلم سال‌های گذشته و شاید بعد از ۱۹۲۶ [که دیده‌ام]. " «مارک دمینگ» هم در روزنامه «نیویورک تایمز» نوشت "داناوی" و ماسترویانی در جریان ساخت این فیلم روابط عاشقانه‌ای داشتند، اما هیچ اثری از آن پیوندِ عاطفی در بازی آنها در این فیلم، مشهود نیست". سال‌ها بعد، این فیلم در زمرهٔ فیلم‌های کتاب سینماییِ «پنجاه تا از بدترین فیلم‌های تمام دوران» قرار گرفت.